# Robert Gyßling
Robert Gyßling (* 29. Dezember 1858 in Dziubiellen (Kreis Johannisburg); † 8. Oktober 1912 in München) war Jurist und Mitglied des Deutschen Reichstags.

## Leben
Gyßling besuchte die Stadtschule in Johannisburg, die Gymnasien zu Lyck und Königsberg, die Universitäten in Heidelberg, München und Königsberg. 1881 wurde er Referendar, 1887 Assessor, dann Rechtsanwalt in Königsberg beim Oberlandesgericht, dann beim Amts- und Landgericht Allenstein und seit 1890 wiederum beim Oberlandesgericht in Königsberg. Weiter war er Stadtverordneter, Schriftführer der Juristischen Gesellschaft, Vorsitzender des Feuerbestattungsvereins und Mitglied und Schriftführer des Vorstands der Anwaltskammer.
Von 1907 bis 1912 und war er als Abgeordneter des Reichstagswahlkreis Regierungsbezirk Königsberg 3 (Königsberg-Stadt) Mitglied des Preußischen Abgeordnetenhauses und von 1907 bis 1912 war er Mitglied des Deutschen Reichstags für den Wahlkreis Regierungsbezirk Königsberg 3 Königsberg-Stadt und die Freisinnige Volkspartei.